# Kaarlo Könönen
Kaarlo Könönen (né le 12 décembre 1892 à Hamina – mort le 2 août 1965 à Lahti) est un architecte finlandais.

## Ouvrages

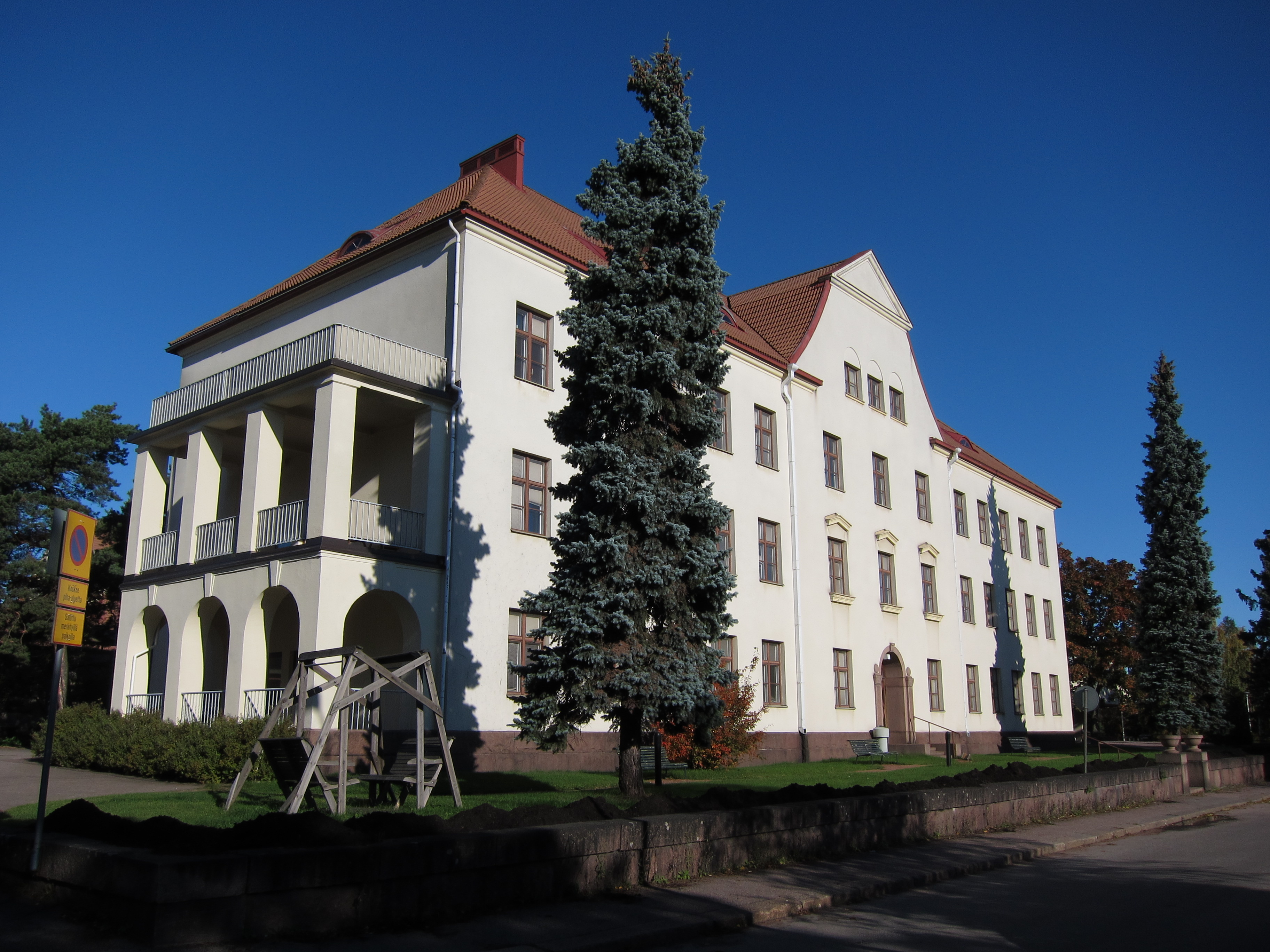
Hôpital de Kotkansaari à Kotka, 1925.
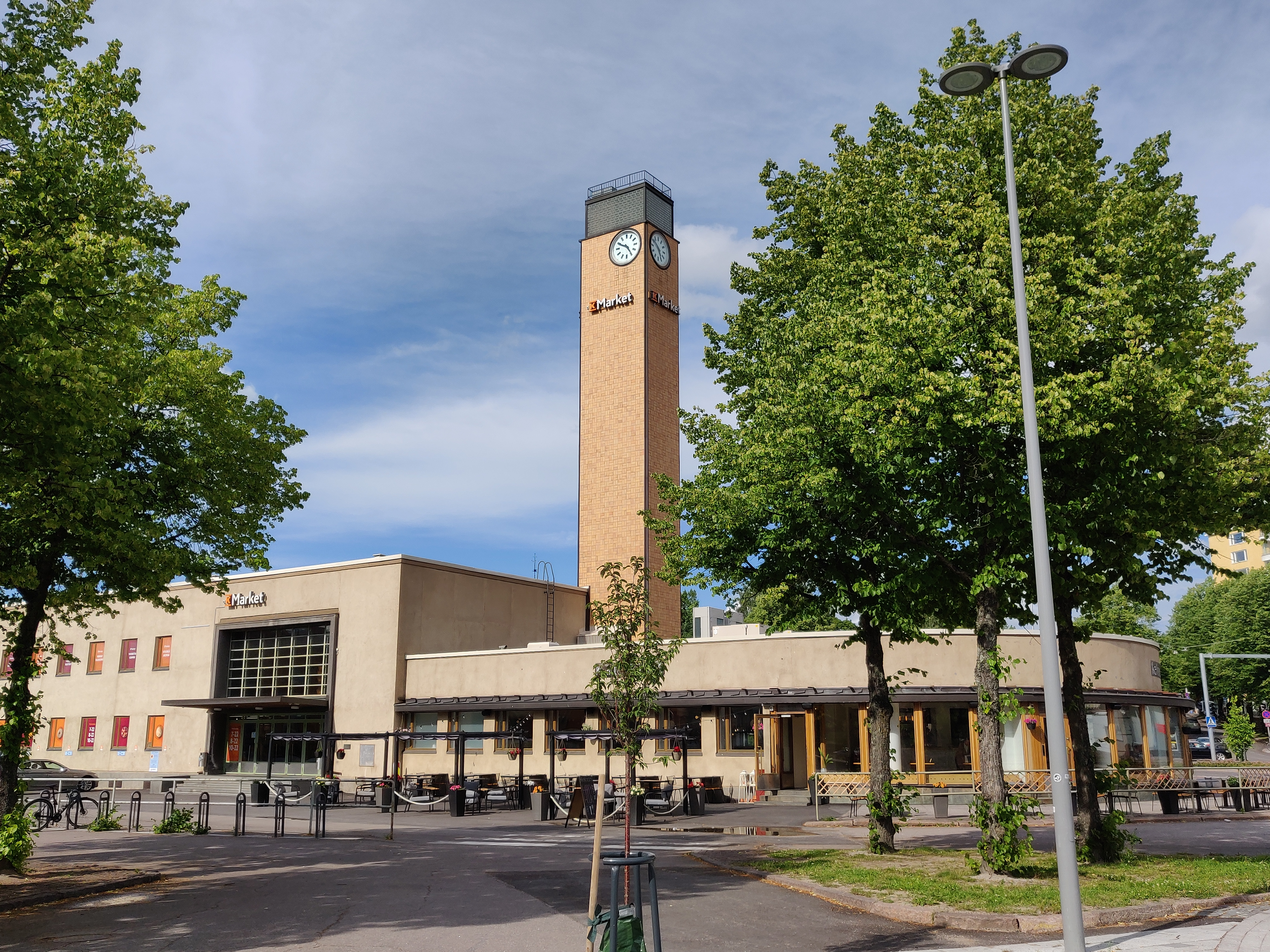
Ancienne gare routière de Lahti, 1939.
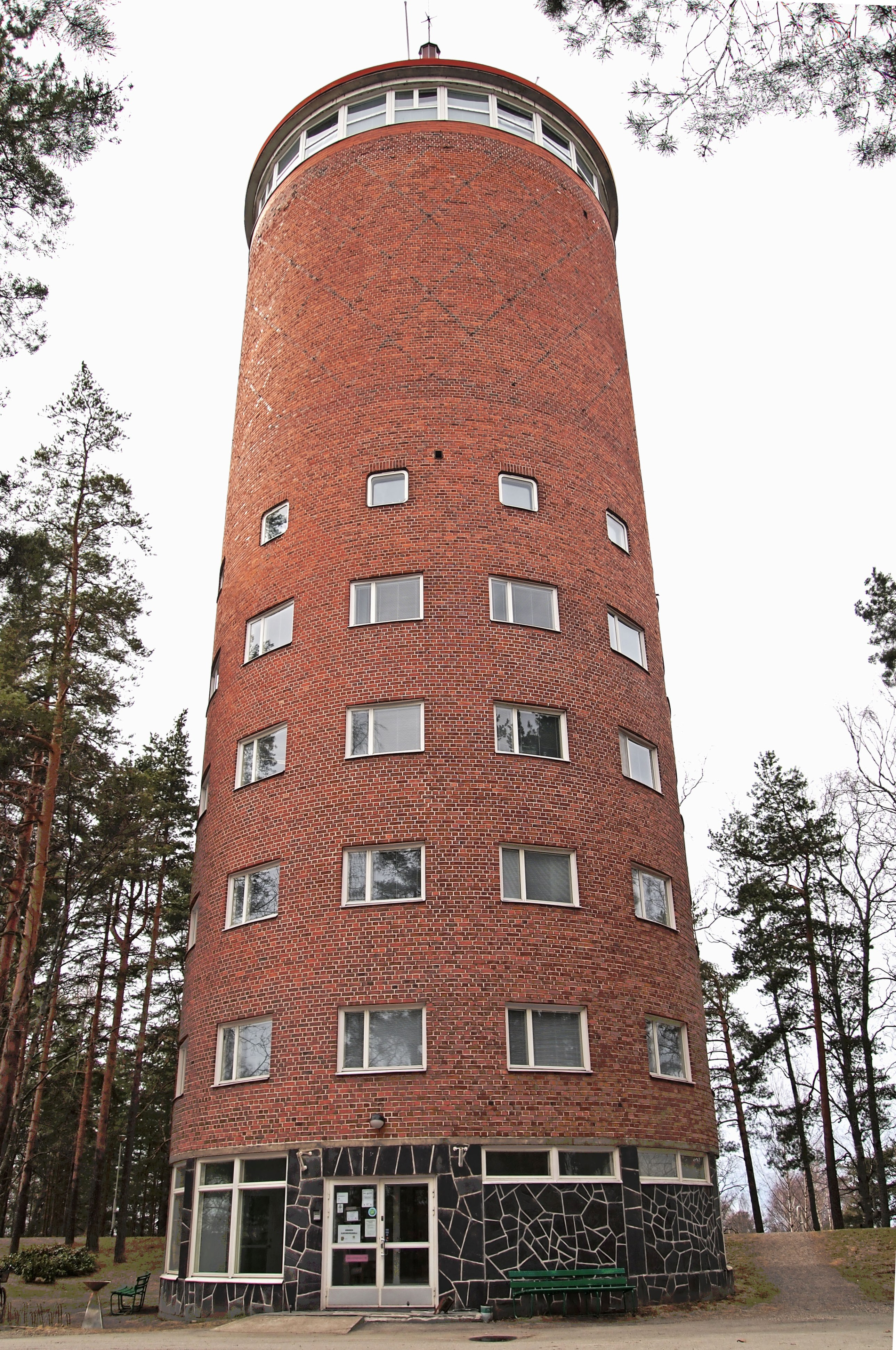
Château d'eau d'Heinola.
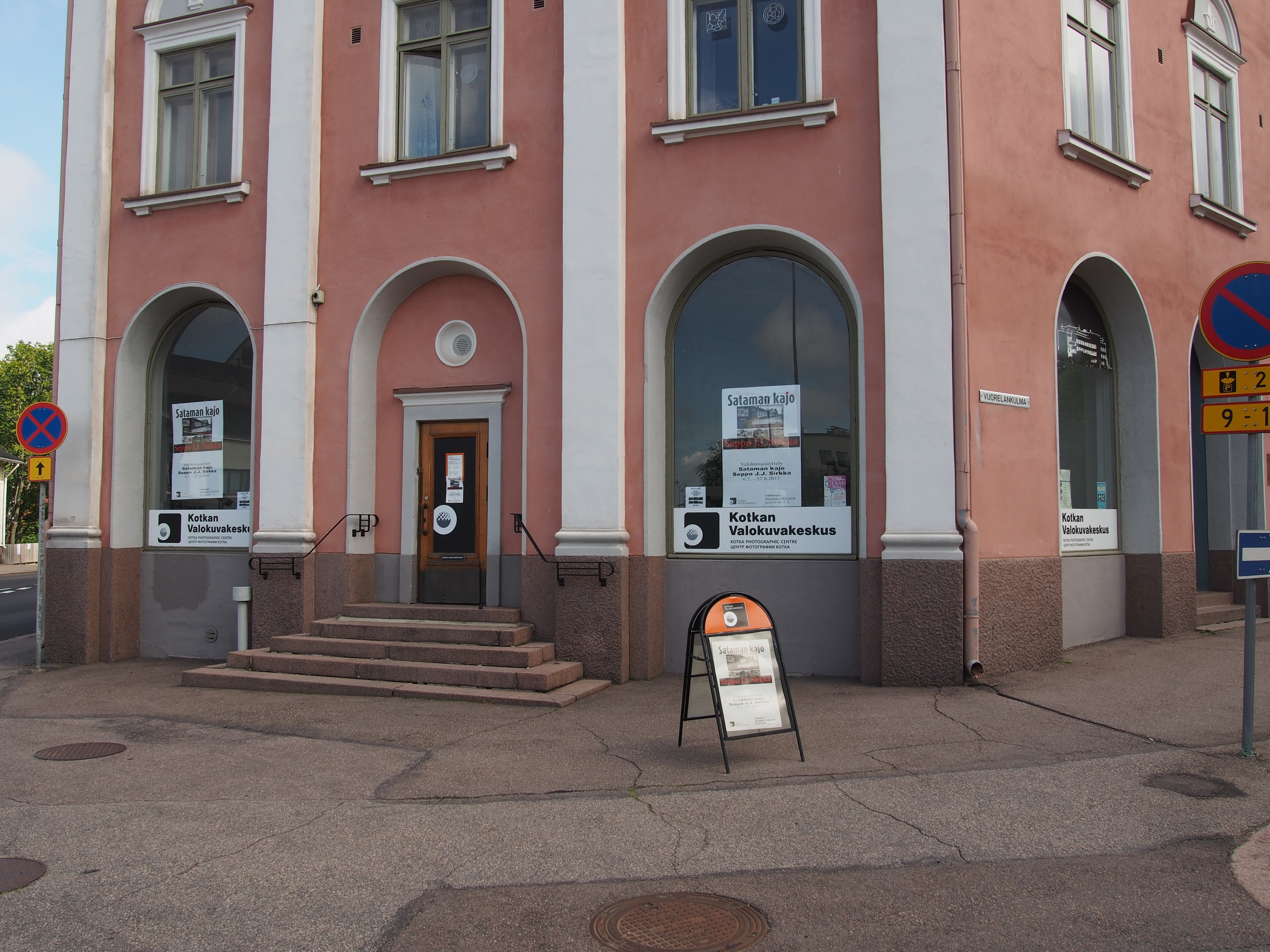
Vuorelankulma, Kotka, 1927.